# Microbòtica

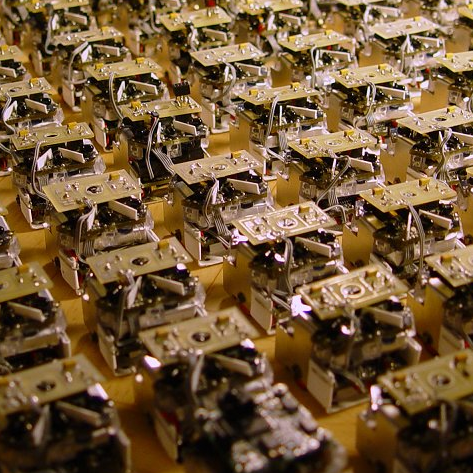

La microbòtica és la tecno-ciència que s'ocupa dels microbots, que són robots de dimensions menors d'1 mm o capaços de manipular elements de micres de grandària.
El microbot ha estat possible gràcies a l'aparició del microcontrolador en els anys 1990, que és l'ordinador que governa al microbot i que s'incrusta en el mateix. En ser un ordinador limitat, els microbots estan dedicats a resoldre tasques que no exigeixin una elevada potència i complicats algorismes, amb rapidesa i precisió. A causa de la petitesa del microcontrolador i a la seva portabilitat, una característica principal del microbot és la mobilitat, ja que pot portar inserit l'ordinador que ho dirigeix.
Ha d'indicar-se que en l'actualitat, gràcies especialment a les connexions sense fils tipus Wi-Fi (per exemple, dins d'una xarxa domòtica) han augmentat les capacitats de processament dels microbots, podent memoritzar més dades i fer tasques més complexes. Quan el microbot actua sense estar controlat per un ordinador extern (amb l'ordinador apagat), es diu que actua en manera autònoma.